# Корсинское сельское поселение
Корсинское се́льское поселе́ние — муниципальное образование в Колосовском районе Омской области Российской Федерации.
Административный центр — село Корсино.

## История
Статус и границы сельского поселения установлены Законом Омской области от 30 июля 2004 года № 548-ОЗ «О границах и статусе муниципальных образований Омской области».

## Население
| 2010 | 2011 | 2012 | 2013 | 2014 | 2015 | 2016 |
| ---- | ---- | ---- | ---- | ---- | ---- | ---- |
| 377  | ↘376 | ↘352 | ↘337 | ↘327 | ↘320 | ↘299 |
| 2017 | 2018 | 2019 | 2020 | 2021 | 2023 |      |
| ↘289 | ↘272 | ↘254 | ↘237 | ↘194 | ↘172 |      |

## Состав сельского поселения
| № | Населённый пункт | Тип населённого пункта       | Население |
| - | ---------------- | ---------------------------- | --------- |
| 1 | Большетерехино   | деревня                      | ↘25       |
| 2 | Корсино          | село, административный центр | ↘273      |
| 3 | Тоскино          | деревня                      | ↘79       |